# A Few Good Men
A Few Good Men is een Amerikaanse film uit 1992 van regisseur Rob Reiner. Het is een militair rechtbankdrama naar het toneelstuk en filmscript van Aaron Sorkin. Het verhaal is geïnspireerd door een Code Red-incident dat zich werkelijk in Guantanamo Bay heeft voorgedaan.

## Verhaal
Luitenant en tevens al zeer succesvolle beginnend advocaat Daniel Kaffee (Tom Cruise) krijgt een zaak toegewezen van twee militairen, korporaal Harold W. Dawson (Wolfgang Bodison) en soldaat Louden Downey (James Marshall), die terechtstaan voor moord. De twee hadden medesoldaat Willy Santiago mishandeld en een doek in de mond gedrukt, waarop Santiago's longen begonnen te bloeden en hij overleed. Kaffee krijgt de zaak toegewezen omdat hij al 49 schikkingen heeft uitonderhandeld, waarmee zijn superieuren in hun nopjes zijn. En juist bij de onderhavige zaak is discretie meer dan vereist.
Kaffee heeft het in zijn hoofd al weer op een akkoordje met de aanklager gegooid en een rechtszaak lijkt dan ook kansloos: er zijn hoge militairen mee gemoeid en de opvattingen van de aangeklaagde soldaten werken niet in hun voordeel. Overste JoAnne Galloway (Demi Moore) en luitenant-ter-zee Sam Weinberg (Kevin Pollak) worden toegevoegd aan Kaffees team. Dat is bijzonder want ze wilde de zaak eerst zelf als advocaat van de verdachten afhandelen. Kaffee beseft dat hij juist deze zaak kreeg toegeworpen omdat hij de meeste schikkingen achter zijn naam heeft staan. Hij is geliefd bij iedereen en met name zijn militaire superieuren. Overtuigd dat de verdachten in opdracht van hogerhand handelden, had Galloway spontaan, maar tevergeefs, gepleit dat zij de zaak als hoofdverdediger toegewezen zou hebben gekregen. Zij dringt aan op een grondige verdediging door Kaffee die aanvankelijk nonchalant met de zaak lijkt om te gaan.
De verdediging van de twee militairen is op de volgende feiten gebaseerd. Santiago had een zogenaamde "Code Red" gekregen. Een Code Red is een afstraffing van een soldaat door de groep wegens het niet naleven van regels, en houdt meestal een of andere vorm van mishandeling in. Bij Santiago was de reden dat hij ondermaats presteerde, te laat kwam en bovendien de hiërarchie had "gebroken". Hij had namelijk een klacht doorgebriefd naar superieuren in de VS in plaats van zijn direct leidinggevende aan te spreken. Dit wordt niet getolereerd door de commandant van de basis Guantánamo Bay, kolonel Nathan Jessep (Jack Nicholson). Kaffee wil bewijzen dat deze hoge militair feitelijk eindverantwoordelijke is voor de dood van Santiago, waar hij Dawson en Dawney voor wil laten opdraaien.
Aanvankelijk lijkt Kaffee hulp te krijgen van de plaatsvervanger van Jessep, luitenant kolonel Matthew Andrew Markinson (J.T. Walsh). Maar deze zwaar bewaakte kroongetuige pleegt zelfmoord. Jessep blijkt gegevens te hebben laten vervalsen om het te laten lijken alsof hij Santiago stilletjes wilde laten vertrekken, en iedereen dekt hem, in het bijzonder Markinson's ondergeschikte, luitenant Jonathan James Kendrick (Kiefer Sutherland). Kaffee zou niks kunnen bewijzen, sterker nog, een dergelijke zware beschuldiging aan een hoge officier zou hem weleens zijn professionele kop kunnen kosten. Dit terwijl hij dicht bij een schikking is met de openbaar aanklager kapitein Jack Ross (Kevin Bacon).
Hij weet de eis van het OM van 18 jaar pijlsnel terug te praten naar 2 jaar. Maar zijn cliënten weigeren deze superdeal. Daniel is de wanhoop nabij, maar Joanne schopt hem de rechtszaal in en draagt hem op Jessep het vuur aan de schenen te leggen.
De (jury)rechtszaak onder voorzitterschap van rechter kolonel Julius Alexander Randolph (J.A.Preston) begint, en het lukt Kaffee om kolonel Jessep tenslotte zelf in het getuigenbankje te krijgen. In een rechtstreeks kruisverhoor krijgt hij de kolonel zover dat deze zijn zelfbeheersing verliest, getergd als hij is door Kaffees insinuaties over vermeende onprofessionaliteit. Jessep houdt een monoloog over de noodzaak een sterke eenheid te runnen in het oog van 4000 gewapende Cubanen die ieder moment zouden kunnen aanvallen. Hij valt woedend uit tegen Kaffee en zegt dat de dood van Santiago, hoe tragisch ook, waarschijnlijk levens heeft gered. Hij moet in het zicht van de vijand een basis runnen om de vrijheid van "slapjanussen" als Kaffee te beschermen, en daarvoor moet hij een zekere tucht handhaven.
Op de herhaalde vraag of hij een Code Red heeft bevolen zegt Jessep You're goddamn' right I did!. Hierop wordt de kolonel ter plekke gearresteerd voor de moord op Santiago. Dawson en Downey worden vrijgesproken van moord, maar toch oneervol uit de krijgsdienst ontslagen, omdat ze een collega in nood niet de bescherming hebben gegeven die hij verdiende. Kapitein Ross en Kaffee zijn voor tijdens en na dit geruchtmakende proces beste vrienden gebleven, alsof ze de voor Kaffee 50e schikking hebben getroffen. Als Dawson zijn respect aan Kaffee betuigt, maakt deze duidelijk dat Downey en hij geen insigne hoeven te dragen om toch 'men of honor' te zijn. Met de respectvolle wederzijdse militaire groet bij het verlaten van de rechtszaal tussen Dawson en Kaffee eindigt de film.

## Achtergrond verhaal en vervolg
A few good men is geïnspireerd op een echte Code Red die in 1986 plaatsvond in Guantanamo Bay. Korporaal David Cox en negen andere mariniers overmeesterden een collega-marinier, William Alvarado, bonden hem vast en sloegen hem in elkaar. De marinier raakte, ook doordat er veel bloed in zijn longen kwam, ernstig gewond, maar overleed, anders dan in de film, niet. Hij herstelde geheel. Zeven mariniers ontliepen vervolging, doordat zij ontslag uit de dienst accepteerden. Cox weigerde een deal, omdat hij meende onschuldig te zijn aangezien hem opgedragen was Alvarado aan te pakken (Code Red). Hij werd uiteindelijk vrijgesproken en kreeg een paar jaar later eervol ontslag uit de dienst.
Na het uitkomen van de film begonnen vijf mariniers, onder wie Cox, een rechtszaak tegen de producenten van A few good men. Zij eisten 10 miljoen dollar schadevergoeding, omdat het verhaal was ontleend aan een gebeuren waarbij zij waren betrokken. Zij vonden de afwijkingen in de film van wat er werkelijk gebeurd was, bovendien schadelijk voor hun reputatie. Er volgde geen veroordeling tot schadevergoeding.
Begin 1994 bleek David Cox opeens op mysterieuze wijze te zijn verdwenen. Zijn met kogels doorzeefde lichaam werd een paar maanden later gevonden. De moord is nooit opgehelderd. Het is onduidelijk of de moord te maken had met het Guantanamo Bay-incident of andere verwikkelingen in Cox' leven. Zo zou hij speelschulden hebben gehad en in een arbeidsconflict betrokken zijn geweest. In 2025 zijn er plannen het onderzoek te heropenen, omdat er inmiddels ook nieuwe opsporingstechnieken zijn.

## Rolverdeling en militaire rang
| Acteur            | Personage                 | Militaire rang       | Strijdkracht                         |
| ----------------- | ------------------------- | -------------------- | ------------------------------------ |
| Tom Cruise        | Daniel Kaffee             | Luitenant            | US Navy, juridische afdeling         |
| Jack Nicholson    | Nathan R. Jessep          | Kolonel              | US Marine Corps                      |
| Demi Moore        | JoAnne Galloway           | Luitenant Commandant | US Navy, juridische afdeling         |
| Kevin Bacon       | Jack Ross                 | Kapitein             | US Marine Corps, juridische afdeling |
| Kiefer Sutherland | Jonathan James Kendrick   | Luitenant            | US Marine Corps                      |
| Kevin Pollak      | Sam Weinberg              | Luitenant            | US Navy, juridische afdeling         |
| James Marshall    | Louden Downey             | Soldaat Eerste Klas  | US Marine Corps                      |
| Wolfgang Bodison  | Harold Dawson             | Huzaar Eerste Klas   | US Marine Corps                      |
| J.T. Walsh        | Matthew Andrew Markinson  | Luitenant Kolonel    | US Marine Corps                      |
| J.A. Preston      | Julius Alexander Randolph | Kolonel              | US Marine Corps                      |
| Michael DeLorenzo | William T. Santiago       | Soldaat Eerste Klas  | US Marine Corps                      |
| Noah Wyle         | Jeffrey Owen Barnes       | Korporaal            | US Marine Corps                      |

## Trivia
- Het boek Misery van Stephen King is te zien in de film. De film Misery (1990) werd ook door Rob Reiner geregisseerd.
- Kiefer Sutherland moest voor zijn rol als Kendrick in een humvee rijden. Dit ging hem slecht af, hij reed een aantal soldaten aan.
- De monoloog van Jack Nicholson in zijn rol als kolonel Jessep die een tirade afsteekt tegen Kaffee in de rechtszaal moest meerdere malen herhaald worden om publieksreacties te filmen. Het kruisverhoor met Cruise en Nicholson werd een van de beroemdste scènes uit de filmgeschiedenis.
- Wolfgang Bodison was aanvankelijk als location scout aangesteld bij de film, maar Rob Reiner vond hem zo op een marinier lijken dat hij hem Lance Corporal Harold Dawson liet spelen.
- Er waren plannen voor een liefdesscène tussen Tom Cruise en Demi Moore, maar daar werd van afgezien omdat het niet in de film paste.
- Het woord sir wordt 164 keer gebruikt in de film (ongeveer eens per 50 seconden).
- Er is een cameo van de scriptschrijver Aaron Sorkin. Hij speelt een advocaat die in een café met een vrouw praat.
- Een beroemd citaat uit deze film is: "I want the truth!" "You can't handle the truth!"
- Acteur Ed O'Neill (Al Bundy uit de komische serie Married... with Children) speelde in eerste instantie een marinier in de film. Hij werd er later uitgeknipt omdat het testpubliek telkens in de lach schoot als hij in beeld kwam, terwijl het geen grappige scènes waren.